# Подцеркев
Подцеркев (словен. Podcerkev) — поселення в общині Лошка Долина, Регіон Нотрансько-крашка, Словенія. Висота над рівнем моря: 579,2 м.